# Supercopa Argentina de Futebol de 2019
A Supercopa Argentina de Futebol de 2019 foi a oitava edição desta competição, uma partida anual organizada pela Associação do Futebol Argentino (em espanhol: Asociación del Fútbol Argentino, AFA) na qual se enfrentaram o time campeão da Superliga Argentina de 2018–19 e o da Copa Argentina de 2018–19. A partida foi disputada em 4 de março de 2021 no Estádio Único Madre de Ciudades em Santiago del Estero, na Argentina.
Racing e River Plate se classificaram para a disputa do troféu depois de conquistarem, respectivamente, a Superliga Argentina de 2018–19 e a Copa Argentina de 2018–19.
O River Plate goleou o Racing por 5–0 e levou o troféu da Supercopa no jogo inaugural do estádio Único Madre de Ciudades.

## Participantes
| Clube       | Método de classificação                   | Participações anteriores |
| ----------- | ----------------------------------------- | ------------------------ |
| Racing      | Campeão da Superliga Argentina de 2018–19 | 0 (nenhuma)              |
| River Plate | Campeão da Copa Argentina de 2018–19      | 3 (2014, 2016 e 2017)    |

* Em negrito os anos em que foi campeão.

## Partida

### Detalhes
| 4 de março de 2021 | Racing | 0 – 5     | River Plate | Santiago del Estero                                     |  |
| 22:10 (UTC−3)      |        | Relatório | - 30' Rafael Santos Borré - 68' Julián Álvarez - 69' Nicolás De La Cruz - 72' Leonel Miranda - 80' Matías Suárez | Estádio: Único Madre de Ciudades Árbitro: Darío Herrera |  |

## Premiação
| Supercopa Argentina de Futebol de 2019 |
| Buenos Aires                           |
| -------------------------------------- |
| RIVER PLATE Campeão (2.º título)       |